# Waldemar Dyhrenfurth

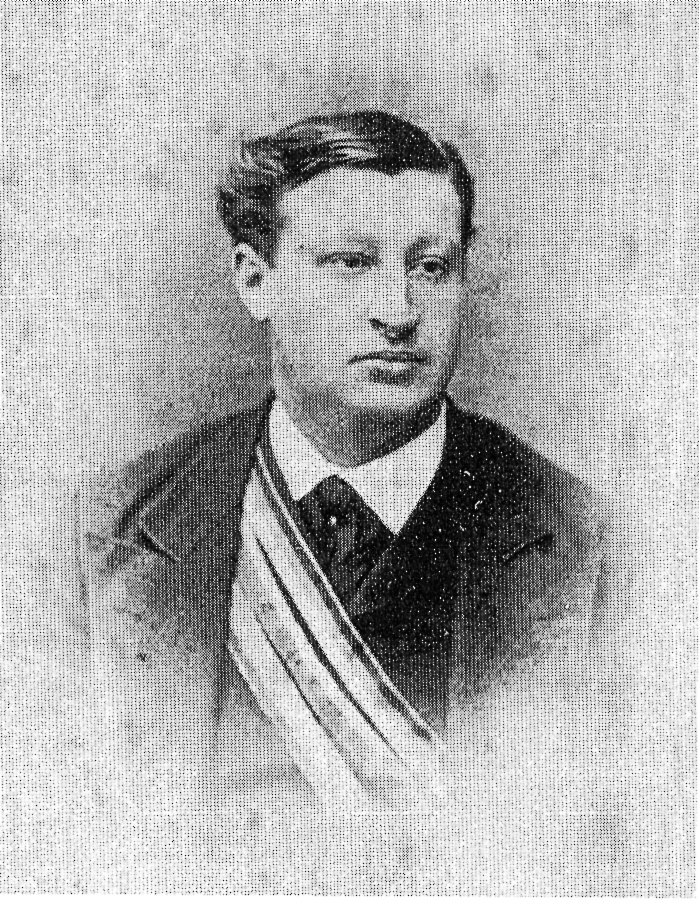
Dyhrenfurth als Corpsstudent um 1870

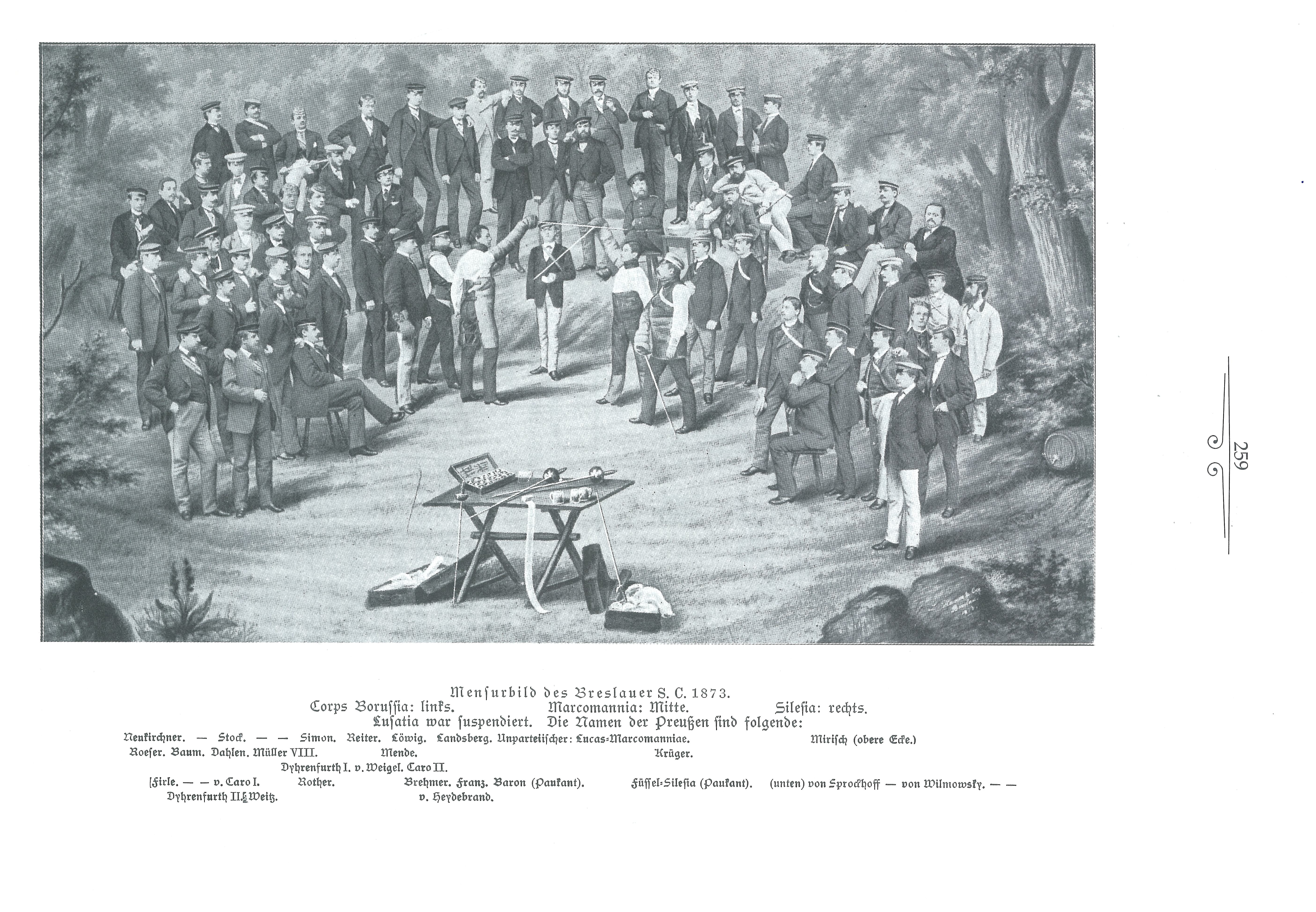
Mensurbild der Breslauer Corps 1873, links unten außen Waldemar Dyhrenfurth

Waldemar Dyhrenfurth (* 11. September 1849 in Hermsdorf an der Katzbach, Kreis Goldberg-Haynau, Provinz Schlesien; † 10. Mai 1899 in Breslau) war ein deutscher Jurist. Berühmt wurde er als Schöpfer des Bonifazius Kiesewetter.

## Leben
Dyhrenfurth war Sohn eines Rittergutsbesitzers. Ab dem Wintersemester 1868/69 studierte er Rechtswissenschaft an der Schlesischen Friedrich-Wilhelms-Universität. Er wurde Mitglied des Corps Borussia Breslau, wo er mit Ernst Remak und Georg von Caro aktiv war und den Biernamen „Blondel“ erhielt. Er machte mit einigen Landsmannschaftern im Sommersemester 1869 das suspendierte Corps Lusatia Breslau als Senior wieder auf. Anschließend wurde er noch beim Corps Lusatia Leipzig aktiv. Auch dort fiel er als exzellenter Senior auf. Er focht insgesamt 18 Mensuren.
Als am 18. Juli 1870 Frankreich Preußen den Krieg erklärte, meldete sich Dyhrenfurt freiwillig und nahm als Angehöriger des 8. sächsischen Infanterie-Regiments Nr. 107 am Deutsch-Französischen Krieg teil. Später machte er Wehrübungen beim preußischen Grenadier-Regiment Nr. 12 und wurde Reserve-Offizier in diesem Regiment.
Nach dem Ersten Examen, der Promotion zum Dr. iur. und dem Zweiten Examen in Berlin kamen mühsame Jahre als Gerichtsassessor. Eine Weile lebte er in Stettin. 1883 zum Staatsanwalt (mit dem Rang der Räte 4. Klasse) ernannt, versah er seinen Dienst in Beuthen, Gleiwitz, Liegnitz und Breslau. Mit seinem Alter Ego Kiesewetter identifizierte Dyhrenfurth sich zeitlebens. So ist verbrieft, dass er als Staatsanwalt die eigenen Verse beschlagnahmen ließ, um sie im amtlichen Asservat der Nachwelt zu erhalten. Der größte Teil seiner dichterischen Leistungen war im Musenalmanach der Dritten Schlesischen Dichterschule niedergelegt; es gab nur zwei Schlesische Dichterschulen.

„Der deutschen Dichtkunst muß das ihr abhanden gekommene Gewand der Harmlosigkeit wieder an- und die Hose der Prüderie wieder ausgezogen werden.“

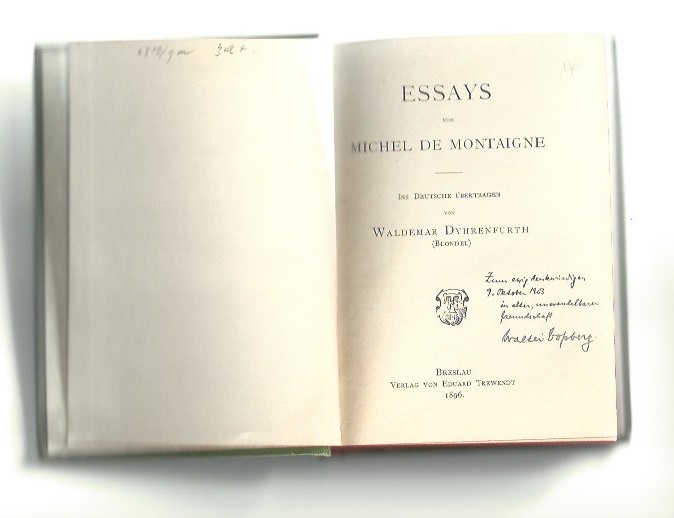
Dyhrenfurths Übertragung von Michel de Montaignes Essays (1896)

Waldemar Dyhrenfurth wurde als Übersetzer von Essays von Michel de Montaigne bekannt, 1896 und 1898.
Wegen eines Rückenmarksleidens und der Zuckerkrankheit 1897 vorzeitig pensioniert, gab er sich auf Visitenkarten als „Staatsanwalt a. D. und Diabetiker“ aus. Dass für ihn „jedes Bier ein Sargnagel“ sei, freute ihn; denn dann sähe sein Sarg wie ein Stachelschwein aus. Seinen Tod gab er durch Traueranzeigen bekannt, die er lange vorher hatte drucken lassen:

„Bei meinem Scheiden aus dem sogenannten Leben rufe ich allen Freunden und Bekannten ein herzliches Prost zu! Mit der Bitte, mir ein gutes Andenken zu bewahren, hochachtungsvoll und ergebenst Waldemar Kiesewetter, genannt Bonifazius. Zeitgenosse, Mitbürger und Inhaber vieler schöner Erinnerungen“

Noch keine 50 Jahre alt und geplagt von Blindheit, wie er im Vorwort seiner Übertragung der Essays von Michel de Montaigne 1898 schreibt, starb Waldemar Dyhrenfurth 1899 unverehelicht.
Dreiundvierzig Jahre nach seinem Tod schaltete ein akademischer Stammtisch in Danzig eine große Anzeige:

„Ihre soeben vollzogene Vermählung geben bekannt: Bonifazius Kiesewetter, cand. iur., und Baronin Ziegler, Gut Scheibenhof bei Danzig.“

Mit diesem Scherz sollte das jahrelange „sündig-illegale Verhältnis“ der beiden wenigstens nachträglich in konventionelle Bahnen gelenkt werden.
Dyhrenfurths Vetter und Corpsbruder Oskar Dyhrenfurth war der Vater des Bergsteigers Günter Oskar Dyhrenfurth.

## Bonifazius Kiesewetter
Dyhrenfurths berühmte Verse über Bonifazius Kiesewetter („das alte Rübenschwein“) entstanden, nachdem er als Referendar nach Guben gekommen war. Mit seinem „kongenialen“ Corpsbruder Max Müller („Stußmüller“) in Brandenburg arbeitete er an einem „Weißbuch“ komischer Einfälle vulgo Sauereien. Alle vier Wochen schickten sie es sich gegenseitig zu, bei der Post mit „Wert 10.000 Mark“ versichert. In der Zwischenzeit versorgte Dyhrenfurth den (gleichaltrigen) „Pflegevater“ mit Postkarten, die er in das Buch einklebte. Zunächst nur der Briefträger, dann alle Bediensteten des Postamtes in Brandenburg konnten die nächste Karte kaum erwarten; bei längerem Schweigen fragten sie postalisch nach. Die Deutsche Reichspost stellte Müller schließlich auch solche Karten zu, die von Dyhrenfurth nicht unterschrieben und lediglich „An ihn“ adressiert waren. Der etwa ein Drittelmeter dicke, aber kleinformatige 1. Jahrgang der Verse musste an einem breiten Band im Genick getragen werden.
Guter Rat
Bonifazius Kiesewetter ward aktiv in einem Corps,
Wo er schon nach vierzehn Tagen seine Contenance verlor.
Zwei befreundete Vertreter, die ein fernes Corps geschickt,
Hatt’ er auf der Toilette meuchlings in den A. gef.
Das Kartell ging in die Brüche, tagelang focht man PP.
Bonifazium Kiesewettern dimittierte man i.p.
Moral und christliche Nutzanwendung:
Der Af. nur in seltnen Fällen
dient dem Abschluß von Kartellen.

## Die Leichenverbrennungshymne
Melodie: „Freude, schöner Götterfunke …“
1. Strophe (Gattin)
Weh, verlassen Kinder, wehe!
Seufzer, stürmt das Himmelstor!
Seht! dort unten brennt der Teure,
Den ich, ach! zu früh verlor.
Lasset rinnen Eure Zähren –
Richard, nimm doch's Taschentuch! –
Weh, schon steigt empor zur Nase
Eures Vaters Brandgeruch.
Chor der Feuerdiener
Kresche, kresche Bauch!
Sehnen, purzelt auch!
Trockne, trockne, Gas die Glieder.
Flamme, Flamme laß Dich nieder,
Steig zum Himmel sel’ger Rauch!
1. Antistrophe (Jüngling stud. iur.)
Brenne sanft, geliebter Alter,
Sanft, Erinn’rungstränen, lauft!
Dorten wartet schon die Urne,
Die wir stilvoll heut gekauft.
Er, der stets so gräßlich schwitzte,
Ist’s ein Wunder, daß er jetzt
Schon in 50 Bierminuten
In Atome sich zersetzt?
Chor der Feuerdiener
Schüret, schüret! Ach,
Nur nicht so gemach!
Daß er nicht erwecke wieder,
Wär er scheintot nur, ihr Brüder,
Schmeißt ’ne Tonne Kohle nach!
2. Strophe (Jungfrau)
Aufgelöst in Schmerz, in Jammer
Hingesunken lieg ich hier.
Ach, für lang’in diesem Ofen
Schwand des Daseins Wonne mir.
Wenn Papa nicht dorten schmorte,
Wär das Leben göttlich schön!
In der schwarzen Toilette
Kann ich nicht zum Kränzchen gehn.
Chor der Feuerdiener
Schaut nur, wie in Eil’
Löst sich jeder Teil!
Glaubt, selbst Wassersücht’ge können
Bei der Glut getrost verbrennen.
Heil Dir, Siemens, Heil!
2. Antistrophe (die Gattin)
Kinder, kommt nun nur nach Hause!
Asche ist jetzt sein Gebein.
Noch ein bißchen Leber höchstens
Wird am Ende übrig sein.
Ach, nach der verwaisten Heimat
Lenken klagend wir den Schritt.
Herz, o brich nicht! Welches Elend!
Julius, nimm die Asche mit!
Chor der Feuerdiener
Seht, da geht sie ab!
Haltung ist recht schlapp.
Möge nicht bald wieder werden
Solcher Kummer ihr auf Erden;
Denn mit Trinkgeld ist sie knapp.
Blondel

## Dyhrenfurths Vereine

### Gründungen
- Internationale Vereinigung fideler Seehunde
- Verein zur Aufspürung der Nilquellen in Europa
- Poetische Union zur Verbesserung des Volksmundes

### Mitgliedschaften
- Leichenverbrennungsverein in Guben
- Antileichenverbrennungsverein in Krossen
- Lopenverein[5]